# دييغو تريستان
دييغو تريستان (بالإسبانية: Diego Tristán)‏ لاعب كرة قدم إسباني معتزل من مواليد العام 1976. قبل اعتزاله كان يلعب في مركز المهاجم في نادي قادش.

## مسيرته الكروية
لعب دييغو تريستان خلال مسيرته الاحترافية مع 7 أندية في خمسة عشر موسمًا وسجل خلالها 156 هدف ضمن 423 مباراة. حيث فاز في موسم واحد بالكأس ولم يفز بأي دوري.
خاض دييغو تريستان مسيرته مع ريال بيتيس بي في موسم 1995–96 واستمر معه طيلة ثلاثة مواسم، مشاركًا في 95 مباراة سجل خلالها 33 هدفًا. ثم انتقل إلى نادي ريال مايوركا ب في موسم 1998–99 لمدة موسم واحد، حيث شارك في 39 مباراة سجل خلالها 15 هدفًا. لينتقل بعدها إلى نادي ريال مايوركا في موسم 1999–00 في المرة الأولى لمدة موسم واحد ثم في موسم 2006–07 لمدة موسم واحد، مشاركًا طوالها في 48 مباراة سجل خلالها 18 هدفًا. ثم انتقل إلى نادي ديبورتيفو لاكورونيا في موسم 2000–01 ليلعب معه ستة مواسم، مشاركًا في 177 مباراة سجل خلالها 78 هدفًا. هذا وانتقل لاحقًا إلى نادي ليفورنو في موسم 2007–08 لمدة موسم واحد، مشاركًا في 21 مباراة سجل خلالها هدفًا واحدًا. ثم انتقل بعدها إلى نادي وست هام يونايتد في موسم 2008–09 لمدة موسم واحد، مشاركًا في 14 مباراة سجل خلالها 3 أهداف. ليعود وينتقل من جديد، لكن هذه المرة إلى نادي قادش في موسم 2009–10 لمدة موسم واحد، مشاركًا في 29 مباراة سجل خلالها 8 أهداف.

## روابط خارجية
- دييغو تريستان على موقع الاتحاد الدولي (مؤرشف)  (الإنجليزية)
- دييغو تريستان على موقع الاتحاد الأوربي (الإنجليزية)
- دييغو تريستان على موقع قاعدة بيانات كرة القدم.إي يو (الإنجليزية)
- دييغو تريستان على موقع ناشيونال فوتبول تيمز (الإنجليزية)
- دييغو تريستان على موقع Soccerbase.com (لاعب) (الإنجليزية)
- دييغو تريستان على موقع Soccerway.com (الإنجليزية)
- دييغو تريستان على موقع عالم كرة القدم.نت (الإنجليزية)
- دييغو تريستان على موقع كووورة